# Enrique II de Castilla
Enrique II de Castilla, también conocido como Enrique de Trastámara, llamado «el Fratricida» o «el de las Mercedes» (Sevilla, 13 de enero de 1334-Santo Domingo de la Calzada, 29 de mayo de 1379), fue rey de Castilla, el primero de la Casa de Trastámara.

## Biografía
Fue el tercero de los diez hijos extramatrimoniales de Alfonso XI y de Leonor de Guzmán. Producto de un embarazo gemelar, fue el primero de los hijos de la pareja en llegar a la vida adulta al igual que su hermano, al que sobrevivió. Enrique y su hermano mellizo o gemelo Fadrique Alfonso de Castilla, nacieron en el Alcázar de Sevilla, aunque algunos autores sitúan su nacimiento en el castillo de Cabra, propiedad de su madre Leonor de Guzmán. Prohijado en su nacimiento por Rodrigo Álvarez de las Asturias heredó al año siguiente, a la muerte de este, su señorío del condado de Noreña. Su padre le concedió más tarde el condado de Trastámara y los señoríos sobre Lemos y Sarria, en Galicia, y las villas de Cabrera y Ribera, con lo que le constituyó un grandísimo e importante patrimonio en el noroeste de la Península. Es la cabeza de la nueva dinastía que surge de la rama principal de la de Borgoña-Ivrea, la dinastía de Trastámara.
Mientras vivió Alfonso XI, su amante Leonor consiguió títulos y privilegios en número exagerado para sus hijos tenidos con el rey. Ello fue la causa del descontento de numerosos nobles, y sobre todo de la reina legítima, María de Portugal, y de su receloso hijo, el infante y heredero legítimo Pedro, luego más conocido como Pedro I el Cruel o el Justiciero. Estos tuvieron ocasión para la revancha cuando Alfonso XI murió inesperadamente, de peste, en el asedio de Gibraltar, en marzo de 1350. Ni siquiera habían enterrado al rey y ya muchos seguidores de Leonor y de sus hijos les dieron de lado; Enrique y sus hermanos huyeron y se desperdigaron temerosos de las medidas que pudiera tomar su hermanastro, el nuevo rey.

### Tras la muerte de Alfonso XI

Escudo de Enrique de Trastámara antes de ser rey.

La pandemia de peste negra de 1348 se añadió a las turbulencias socioeconómicas y políticas (se calcula que murió la tercera parte de la población del continente). En busca de explicaciones se recurrió a todo tipo de causas mágico-imaginarias, como un castigo divino a los cristianos por permitir la presencia de la raza deicida (los judíos) y su influencia cerca del trono; lo cierto es que estos sufrieron mucho más los trastornos de la guerra civil entre el heredero legítimo y los hermanos Trastámara: Pedro I favorecía la convivencia entre cristianos, moros y judíos, y encargó del tesoro real y del cobro de impuestos a un judío, Samuel ha Leví. Eso no fue bien visto, sobre todo por los Trastámaras, partidarios de la tradición visigótica de represión antisemita. 
Aunque Leonor y sus hijos llegaron a un acuerdo con Pedro I para integrarse pacíficamente en su corte, la situación siguió siendo inestable. Enrique y sus hermanos Fadrique, Tello y Sancho protagonizaron numerosas rebeliones desde el inicio del reinado. Además, para afianzar su posición y conseguir aliados, Enrique contrajo matrimonio con Juana Manuel de Villena, hija de Don Juan Manuel, adelantado mayor de Murcia y Señor de Villena, el noble más poderoso y culto del reinado anterior. En 1351 el monarca (o su consejero Juan Alfonso de Alburquerque, hombre de confianza de María de Portugal), convencido de que la amante de su padre era la instigadora de las sublevaciones, ordenó que Leonor fuera encarcelada y finalmente ejecutada en Talavera de la Reina.
Después de esto, Enrique huyó a Portugal. Perdonado por Pedro I y vuelto a Castilla, se sublevó en Asturias (1352), solo para reconciliarse con su hermanastro y rebelarse de nuevo contra él en una guerra larga e intermitente que terminó con la huida del conde de Trastámara a Francia, donde entró al servicio de Juan II de Francia. En esos años, Enrique agitaba la paz social en Castilla, utilizando el antisemitismo como arma contra Pedro I. Auspició y fomentó el pogromo toledano de 1355, en el que murieron 1200 personas. Poco después él y sus hombres pasaron a militar en las filas de Pedro IV de Aragón en la guerra que este mantuvo contra Castilla (1358). Durante este conflicto fue vencido y apresado en Nájera (1360), pero fue liberado (con la ayuda de Juan Ramírez de Arellano, entre otros) y se exilió en Francia.
Atacado Aragón de nuevo, Enrique acudió en su ayuda, pero a cambio de que se le apoyara para destronar a su hermanastro Pedro, a quien despreciaba llamándole "Pero Gil / Peregil", según Menéndez Pelayo, aunque en ningún documento consta tal anécdota, que parece infundada. El ataque combinado de Enrique y de sus aliados castellanos, aragoneses y franceses (las compañías de mercenarios de Bertrand Du Guesclin) consiguió expulsar a Pedro, quien se refugió en Guyena. Enrique fue proclamado rey en Calahorra (1366), pero a cambio tuvo que conceder a sus aliados títulos y riquezas sin medida, como pago por la ayuda recibida. Ello le valió el sobrenombre de el de las Mercedes.
Mientras tanto, Pedro I organizó una invasión de Castilla desde los dominios ingleses al norte de los Pirineos. Eduardo, príncipe de Gales (conocido como el Príncipe Negro), puso a su disposición un gran ejército de caballeros y de arqueros. Pedro I derrotó a Enrique en la batalla de Nájera, librada el 3 de abril de 1367. Enrique retornó a Francia, protegido por Carlos V. Desde el castillo de Peyrepertuse reorganizó sus ejércitos y, ayudado por los sublevados de numerosas ciudades castellanas y por los mercenarios franceses de Bertrand Du Guesclin, las llamadas Compañías Blancas, venció a Pedro en la batalla de Montiel el 14 de marzo de 1369. Pedro I, ya prisionero, fue asesinado a manos de Enrique, que subió definitivamente al trono de Castilla con el nombre de Enrique II.

## Reinado

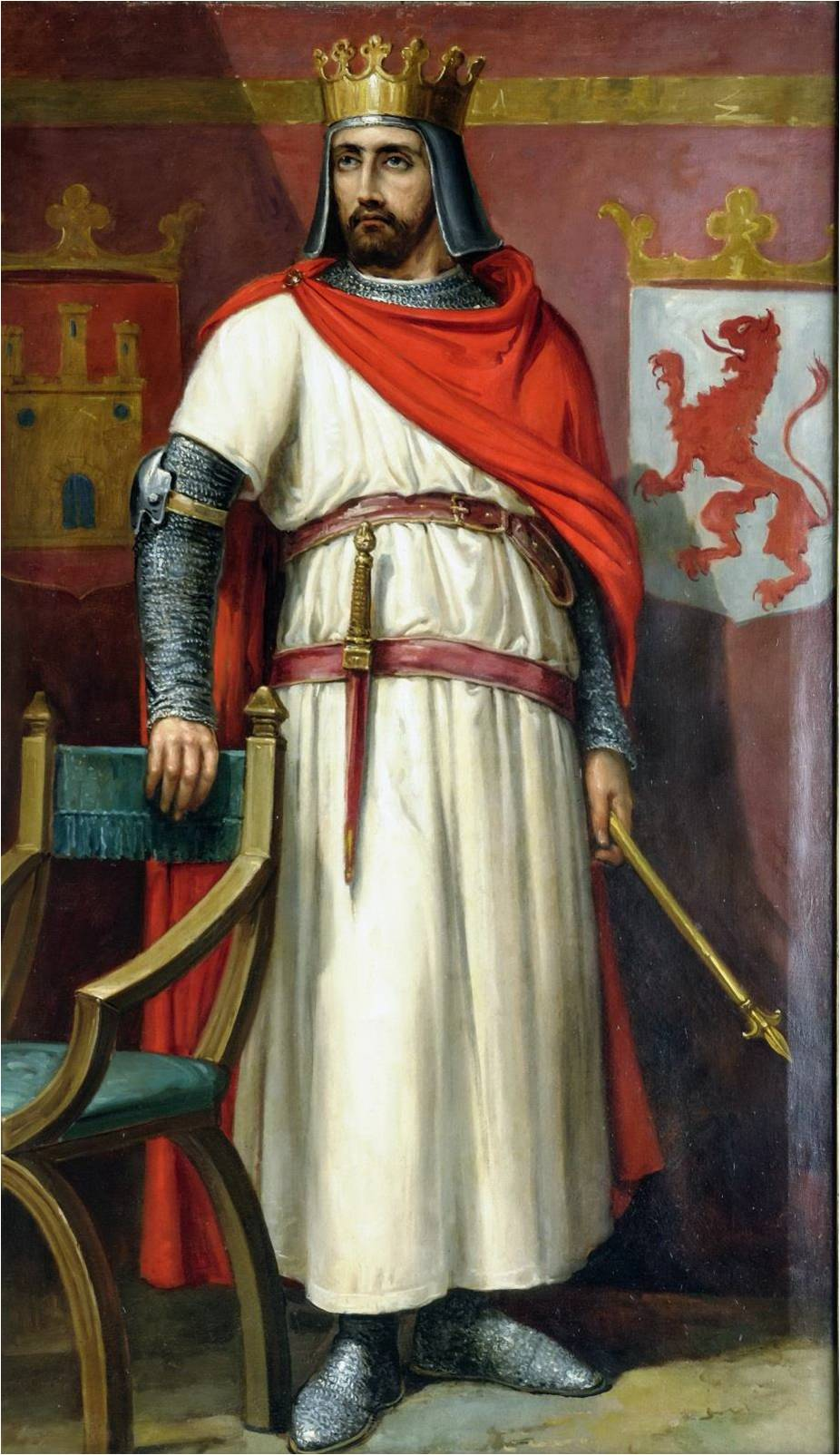
Retrato imaginario de Enrique II de Castilla. José María Rodríguez de Losada. (Ayuntamiento de León).

Antes de verse consolidado en su trono y poder transmitírselo a su hijo Juan, Enrique tuvo que derrotar a Fernando I de Portugal, a quien venció en dos de las llamadas Guerras Fernandinas, y después a Juan de Gante, I duque de Lancaster, casado con la infanta Constanza de Castilla, hija de Pedro I. En su conflicto con los ingleses de Eduardo III de Inglaterra, Enrique II fue aliado de Carlos V de Francia, a cuya disposición puso la flota castellana, pieza fundamental en el asedio de la Rochelle, en cuya primera fase, el almirante Ambrosio Bocanegra derrotó completamente a la escuadra inglesa. Además, el futuro almirante de Castilla Fernando Sánchez de Tovar saqueó toda la costa del sur de Inglaterra.

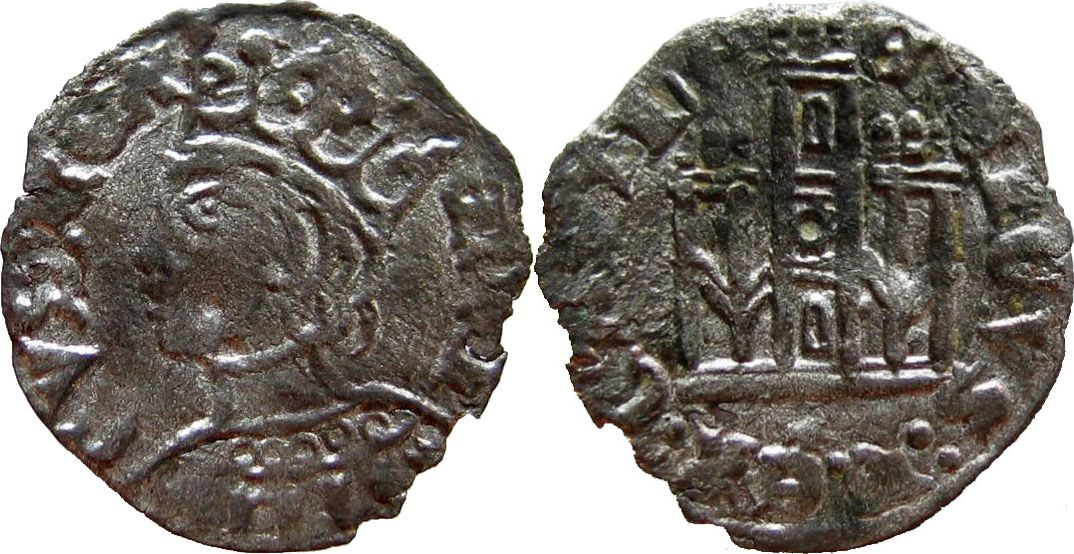
Cornado de Enrique II de la ceca de Toledo.

Enrique II recompensó a sus aliados, pagando a sus mercenarios franceses (las Compañías blancas de Bertrand du Guesclin, el mosén Beltrán de Claquín de la Crónica) y enajenando grandes extensiones de territorio de realengo, pero supo también defender los intereses del reino de León y Castilla. Así, negó al rey de Aragón todas las cesiones territoriales que le había prometido en los tiempos difíciles. Para poder sufragar todo esto adulteró la moneda, hecho que hizo perder en el resto de reinos la confianza en el dinero castellano. Por otra parte, decidió partir entre los nobles las behetrías que había señalado su hermanastro Pedro I para hombres libres.
En política interior, inició la reconstrucción del reino, protegió a los judíos tras haberlos perseguido en la guerra civil, aceleró la transformación de la administración real y convocó numerosas Cortes. Asimismo, incorporó definitivamente al patrimonio real el señorío de Vizcaya tras la muerte de su hermano Tello de Castilla. En política exterior, fue favorable a Francia frente a Inglaterra.
Enrique II de Castilla murió el 29 de mayo de 1379 en Santo Domingo de la Calzada, tras enfermar durante doce días; como el príncipe Juan estaba ausente, procuró lo siguiente:

Decid al Infante Don Juan mi fijo, que en razón de la Iglesia, é de la cisma que hay en ella, que le ruego que haya buen consejo, é sepa bien cómo debe facer; ca es un caso muy dubdoso, é muy peligroso. Otrosí, que yo le ruego que siempre sea amigo de la Casa de Francia, de quien yo rescebí muchas ayudas. Otrosí que yo mando que todos los presos Christianos que sean en el mi Regno, Ingleses, ó Portogaleses, e de otra nación, que todos sean sueltos. E estonce le dixo Don Juan García Manrique Obispo de Siguenza: "Señor, ¿en qué logar vos mandades enterrar?" E dixo: "En la mi capilla que fice en Toledo, en hábito de Santo Domingo de la Orden de los Predicadores: ca fue natural deste mi Regno, é los Reyes de Castilla mis antecesores siempre ovieron Confesor desta Orden. E como quier que quando yo era Conde avía Confesor de la Orden de Sant Francisco, empero después que Dios me fizo merced, é fui Rey, siempre ove Confesor de los Predicadores.

Poco antes de empezar a sentir su fatal dolencia, el dieciséis de mayo, hubo un eclipse total de sol: "Fizo el sol eclipse, é s escureció todo él, que no se veían los omes unos á otros, e aparecieron las estrellas en el cielo, así como si fuera media noche; é duró aquella escuridad una hora..." Fue sucedido en el trono castellano por su hijo, Juan I de Castilla. Pero López de Ayala lo describió así:

E fué pequeño de cuerpo, pero bien fecho, é blanco é rubio, é de buen seso, é de grande esfuerzo, é franco é virtuoso, é muy buen rescebidor é honrador de las gentes.

## Sepultura
Después de su defunción, el cadáver de Enrique II de Castilla fue trasladado a Burgos, después a Valladolid, y posteriormente a la ciudad de Toledo, donde sería sepultado en la Capilla de los Reyes Nuevos de la Catedral de Toledo, donde sus restos mortales reposan en la actualidad. 
El poeta judeoconverso del Cancionero de Baena Pero Ferruz compuso el mismo año de su muerte un largo poema biográfico en primera persona que figura entre sus mejores obras, el Dezir de Pero Ferruz al Rey don Enrique (1379):

Nunca yo cesé de guerras / treinta años continuados. / Conquerí gentes e tierras / e gagné nobles regnados: / fiz ducados e condados / e muy altos señoríos / e di a extraños e a míos / más que todos mis pasados / [...] Sabed que con mis hermanos / siempre yo quisiera paz; / andoviéronme tiranos / buscándome mal asaz. / Quísolo Dios, en quien yaz / el esfuerço e poderío,  / ensalçar mio señorío / e a ellos di mal solaz...

El sepulcro del rey está colocado sobre la sillería del coro, en el lado de la Epístola, y es un sepulcro adosado de estilo plateresco. La caja del sepulcro está adornada con los escudos de Castilla y León, y en la parte baja del interior del lucillo de enterramiento están colocados tres paneles decorados con trofeos, y sobre los tres paneles dos niños que aparecen sujetando la cartela que contiene el epitafio del monarca:

AQUI YAZE EL MUY AVENTURADO E NOBLE CAVALLERO REI DON ENRRIQUE DE DULCE MEMORIA, HIJO DEL MUI NOBLE REI DON ALFONSO, QUE VENCIO LA DE BENAMARIN E FINO EN SANTO DOMINGO DE LA CALÇADA, E ACABO MUI GLORIOSAMENTE A XXX DIAS DE MAYO, AÑO DEL NACIMIENTO DE NUESTRO SALVADOR JESUCRISTO DE MCCCLXXIX AÑOS.

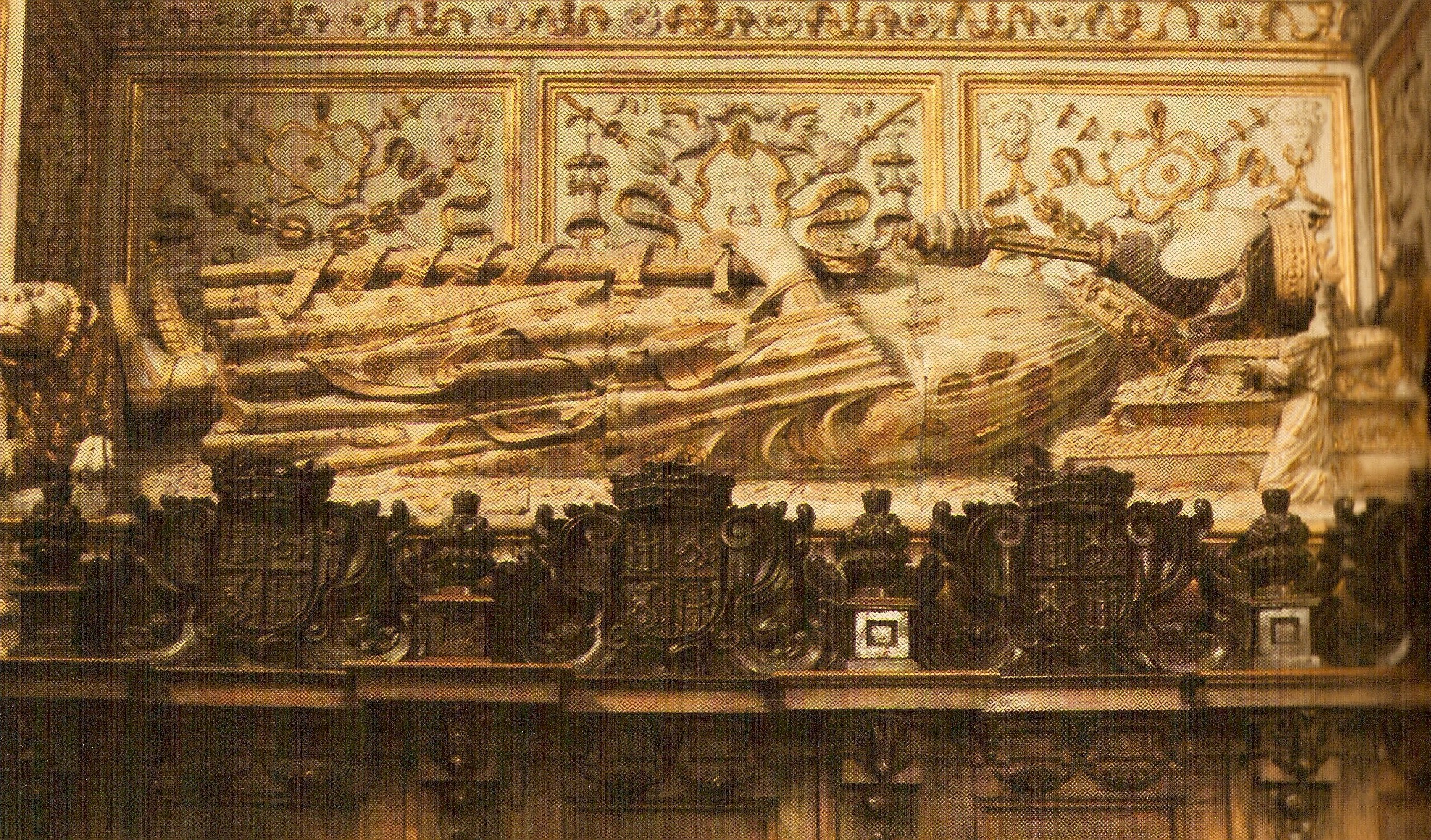
Sepulcro de Enrique II de Castilla en la Catedral de Toledo.

Sobre el sepulcro está colocada la estatua yacente que representa a Enrique II, realizada en alabastro policromado. El monarca, vestido con los atributos reales, sujeta con su mano izquierda la espada y el talabarte adornado con leones y castillos. En la mano derecha el monarca empuña el cetro, cuyo extremo superior reposa en los tres almohadones que sostienen la cabeza del monarca. El rey calza chapines y sus pies reposan sobre un león acostado.
En la Catedral de Santo Domingo de la Calzada están sepultadas las entrañas del monarca.

## Matrimonio y descendencia
Enrique II contrajo matrimonio el 27 de julio de 1350 con Juana Manuel de Villena, señora de Villena, Escalona y Peñafiel e hija del célebre magnate y escritor Don Juan Manuel y de Blanca Núñez de Lara, con quien tuvo dos hijos y una hija: 
- Juan (1358-1390), sucesor de su padre con el nombre de Juan I.
- Leonor (1362-1415), casada con Carlos III de Navarra
- Juana (1367-1374), fallecida en la infancia.

Tuvo varios hijos fuera de matrimonio, algunos y algunas de los cuales menciona en el testamento que otorgó el 29 de mayo de 1374:
- Pedro Enríquez de Castilla (m. 1366), fallecido en la infancia, fue sepultado en la antigua catedral de Segovia (posteriormente trasladado a la actual catedral)[10]
- Alfonso Enríquez (1355-c. 1400), hijo de Elvira Íñiguez,[b] I conde de Gijón y de Noreña, señor de Cabrera y Ribera de Ribadesella, Villaviciosa, Nava, Laviana, Cudillero, Luarca y Pravia, las dos Babias y la tierra de Argüellos.
- Constanza Enríquez de Castilla (c. 1360-?). Su padre no menciona el nombre de su madre. Dice que en esa fecha, 1374, estaba desposada con el infante Dionisio de Portugal, aunque finalmente contrajo matrimonio con el hermano de este, el infante Juan de Portugal. Heredó la villa de Alba de Tormes, de la que fue I señora.
- Fadrique de Castilla (1360-1414), hijo de su pariente Beatriz Ponce de León. Nombrado por su padre I duque de Benavente, murió en prisión en Almodóvar del Río en 1414. Tuvo una relación amorosa con su prima hermana Leonor Sánchez de Castilla, hija ilegítima de Sancho de Castilla, I conde de Alburquerque, de quien tuvo una hija.
- Leonor de Castilla la de los Leones, hija de Leonor Álvarez. I señora de Dueñas.
- Fernando Enríquez de Castilla (1365-1438).[11] Lo menciona su padre como hijo de Beatriz Fernández.[11][c] Fue señor de la mitad de Dueñas por donación de su hermana Leonor de Castilla la de los Leones. Pasó a vivir a Portugal durante el reinado de Juan I, en cuya Casa tenía, en 1414, 27 000 libras de moradía de caballero.[11] Fue el I señor de las Alcazobas en Portugal. Se casó en 1406 con Leonor Sarmiento,[11] hija de Diego Pérez Sarmiento, señor de Villamayor, y Mencía de Castro, y tuvo a Isabel Henriques, esposa de Afonso Álvares Rangel, y Fernando Henriques, II señor de las Alcazobas, esposo de Branca de Melo, señora de Barbacena, con descendencia.[12][13]
- Juana de Castilla (n. 1367), hija de Elvira Íñiguez.[b] Su padre la menciona en su testamento y dice que si no llegara a contraer matrimonio con Pedro de Aragón, II marqués de Villena (1362-Aljubarrota, 1385) —hijo de Alfonso de Aragón el Viejo— que heredase Urueña. Finalmente el matrimonio llegó a celebrarse en 1378 y fueron padres, entre otros hijos, de Leonor de Villena y de Enrique de Villena el Nigromántico,[14] maestre de la Orden de Calatrava, I conde de Cangas y Tineo y III señor de Cifuentes, que se casó con María de Albornoz, señora del Infantado.
- Isabel Enríquez de Castilla (m. c. 1420), hija de Juana de Cárcamo. Contrajo matrimonio con Gonzalo Núñez de Guzmán, aunque el matrimonio fue disuelto por el papa Clemente VII. Posteriormente ingresó en el convento de Santa Clara la Real en Toledo, en el que llegó a ser abadesa y fue sepultada.
- Inés Enríquez de Castilla (m. c. 1443), hija de Juana de Cárcamo. Igual que su hermana Isabel, llegó a ser abadesa del monasterio de Santa Clara la Real en Toledo, en el que fue sepultada.[d]
- Juana Enríquez de Castilla (c.1356-?), hija de Juana, señora de Cifuentes. Contrajo matrimonio con el infante Dionisio de Portugal, hijo de Pedro I de Portugal y de Inés de Castro, y fue sepultada en el monasterio de Guadalupe.[15]
- Beatriz de Castilla (m. 1409), hija de Beatriz Ponce de León, I señora de Niebla, quien contrajo matrimonio en 1390 con Juan Alonso Pérez de Guzmán, IV señor de Sanlúcar de Barrameda y I conde de Niebla; posteriormente profesó como religiosa en el monasterio de San Clemente de Sevilla, donde fue sepultada.[e]
- María Enríquez de Castilla (1375-c. 1393), hija de Beatriz Fernández.[c] Contrajo matrimonio con Diego Hurtado de Mendoza, X señor de Mendoza, almirante de Castilla y mayordomo mayor del rey Juan II de Castilla y fue I señora de las villas alcarreñas de realengo de Cogolludo y Loranca de Tajuña, las aldeas de El Vado, Colmenar y El Cardoso en la actual provincia de Guadalajara, y la mitad del Real de Manzanares.
- Enrique de Castilla o Enríquez[f] (1377-1404) Fue hijo de la dama cordobesa Juana de Sousa y ostentó los títulos de I duque de Cabra y de Medina Sidonia y señor de Morón, Alcalá de los Gazules,[16] Portillo y Aranda de Duero. Fue sepultado en la Mezquita-Catedral de Córdoba.

## Títulos
Al final de su reinado ostentaba los títulos de rey de Castilla, Toledo, León, Galicia, Sevilla, Córdoba, Murcia, Jaén, el Algarve y señor de Molina.
| Predecesor: Pedro I | Rey de Castilla 1366-1367                                               | Sucesor: Pedro I |
| Predecesor: Pedro I | Rey de Castilla 1367-1379 Disputado (1367-1369) con Pedro I de Castilla | Sucesor: Juan I  |

## Ancestros
| \| \| \| \| \| \| \| \| \| \| \| \| \| \| \| \| \| \| \| \| 16. Alfonso X de Castilla \| \| \| \| \| \| \| \| \| \| \| \| \| \| \| \| \| \| \| \| \| \| \| \| \| \| \| \| \| \| \| \| \| \| \| \| \| \| \| \| \| \| \| \| \| \| \| \| \| \| \| \| \| \| 8. Sancho IV de Castilla \| \| \| \| \| \| \| \| \| \| \| \| \| \| \| \| \| \| \| \| \| \| \| \| \| \| \| \| \| \| \| \| \| \| \| \| \| \| \| \| \| \| \| \| \| \| \| \| \| \| \| \| \| \| 17. Violante de Aragón \| \| \| \| \| \| \| \| \| \| \| \| \| \| \| \| \| \| \| \| \| \| \| \| \| \| \| \| \| \| \| \| \| \| \| \| \| \| \| \| \| \| \| \| \| \| \| \| \| \| \| \| \| \| 4. Fernando IV de Castilla \| \| \| \| \| \| \| \| \| \| \| \| \| \| \| \| \| \| \| \| \| \| \| \| \| \| \| \| \| \| \| \| \| \| \| \| \| \| \| \| \| \| \| \| \| \| \| \| \| \| \| \| \| \| 18. Alfonso de Molina \| \| \| \| \| \| \| \| \| \| \| \| \| \| \| \| \| \| \| \| \| \| \| \| \| \| \| \| \| \| \| \| \| \| \| \| \| \| \| \| \| \| \| \| \| \| \| \| \| \| \| \| \| \| 9. María de Molina \| \| \| \| \| \| \| \| \| \| \| \| \| \| \| \| \| \| \| \| \| \| \| \| \| \| \| \| \| \| \| \| \| \| \| \| \| \| \| \| \| \| \| \| \| \| \| \| \| \| \| \| \| \| 19. Mayor Alfonso de Meneses \| \| \| \| \| \| \| \| \| \| \| \| \| \| \| \| \| \| \| \| \| \| \| \| \| \| \| \| \| \| \| \| \| \| \| \| \| \| \| \| \| \| \| \| \| \| \| \| \| \| \| \| \| \| 2. Alfonso XI de Castilla \| \| \| \| \| \| \| \| \| \| \| \| \| \| \| \| \| \| \| \| \| \| \| \| \| \| \| \| \| \| \| \| \| \| \| \| \| \| \| \| \| \| \| \| \| \| \| \| \| \| \| \| \| \| 20. Alfonso III de Portugal \| \| \| \| \| \| \| \| \| \| \| \| \| \| \| \| \| \| \| \| \| \| \| \| \| \| \| \| \| \| \| \| \| \| \| \| \| \| \| \| \| \| \| \| \| \| \| \| \| \| \| \| \| \| 10. Dionisio I de Portugal \| \| \| \| \| \| \| \| \| \| \| \| \| \| \| \| \| \| \| \| \| \| \| \| \| \| \| \| \| \| \| \| \| \| \| \| \| \| \| \| \| \| \| \| \| \| \| \| \| \| \| \| \| \| 21. Beatriz de Castilla \| \| \| \| \| \| \| \| \| \| \| \| \| \| \| \| \| \| \| \| \| \| \| \| \| \| \| \| \| \| \| \| \| \| \| \| \| \| \| \| \| \| \| \| \| \| \| \| \| \| \| \| \| \| 5. Constanza de Portugal \| \| \| \| \| \| \| \| \| \| \| \| \| \| \| \| \| \| \| \| \| \| \| \| \| \| \| \| \| \| \| \| \| \| \| \| \| \| \| \| \| \| \| \| \| \| \| \| \| \| \| \| \| \| 22. Pedro III de Aragón \| \| \| \| \| \| \| \| \| \| \| \| \| \| \| \| \| \| \| \| \| \| \| \| \| \| \| \| \| \| \| \| \| \| \| \| \| \| \| \| \| \| \| \| \| \| \| \| \| \| \| \| \| \| 11. Santa Isabel de Aragón \| \| \| \| \| \| \| \| \| \| \| \| \| \| \| \| \| \| \| \| \| \| \| \| \| \| \| \| \| \| \| \| \| \| \| \| \| \| \| \| \| \| \| \| \| \| \| \| \| \| \| \| \| \| 23. Constanza II de Sicilia \| \| \| \| \| \| \| \| \| \| \| \| \| \| \| \| \| \| \| \| \| \| \| \| \| \| \| \| \| \| \| \| \| \| \| \| \| \| \| \| \| \| \| \| \| \| \| \| \| \| \| \| \| \| 1. Enrique II de Castilla \| \| \| \| \| \| \| \| \| \| \| \| \| \| \| \| \| \| \| \| \| \| \| \| \| \| \| \| \| \| \| \| \| \| \| \| \| \| \| \| \| \| \| \| \| \| \| \| \| \| \| \| \| \| 24. Nuño Guillén de Guzmán \| \| \| \| \| \| \| \| \| \| \| \| \| \| \| \| \| \| \| \| \| \| \| \| \| \| \| \| \| \| \| \| \| \| \| \| \| \| \| \| \| \| \| \| \| \| \| \| \| \| \| \| \| \| 12. Álvar Pérez de Guzmán el Viejo \| \| \| \| \| \| \| \| \| \| \| \| \| \| \| \| \| \| \| \| \| \| \| \| \| \| \| \| \| \| \| \| \| \| \| \| \| \| \| \| \| \| \| \| \| \| \| \| \| \| \| \| \| \| 25. Teresa Rodríguez de Brizuela \| \| \| \| \| \| \| \| \| \| \| \| \| \| \| \| \| \| \| \| \| \| \| \| \| \| \| \| \| \| \| \| \| \| \| \| \| \| \| \| \| \| \| \| \| \| \| \| \| \| \| \| \| \| 6. Pedro Núñez de Guzmán \| \| \| \| \| \| \| \| \| \| \| \| \| \| \| \| \| \| \| \| \| \| \| \| \| \| \| \| \| \| \| \| \| \| \| \| \| \| \| \| \| \| \| \| \| \| \| \| \| \| \| \| \| \| 26. Gonzalo Ruiz Girón \| \| \| \| \| \| \| \| \| \| \| \| \| \| \| \| \| \| \| \| \| \| \| \| \| \| \| \| \| \| \| \| \| \| \| \| \| \| \| \| \| \| \| \| \| \| \| \| \| \| \| \| \| \| 13. María González Girón \| \| \| \| \| \| \| \| \| \| \| \| \| \| \| \| \| \| \| \| \| \| \| \| \| \| \| \| \| \| \| \| \| \| \| \| \| \| \| \| \| \| \| \| \| \| \| \| \| \| \| \| \| \| 27. Elvira Díaz de Castañeda \| \| \| \| \| \| \| \| \| \| \| \| \| \| \| \| \| \| \| \| \| \| \| \| \| \| \| \| \| \| \| \| \| \| \| \| \| \| \| \| \| \| \| \| \| \| \| \| \| \| \| \| \| \| 3. Leonor de Guzmán \| \| \| \| \| \| \| \| \| \| \| \| \| \| \| \| \| \| \| \| \| \| \| \| \| \| \| \| \| \| \| \| \| \| \| \| \| \| \| \| \| \| \| \| \| \| \| \| \| \| \| \| \| \| 28. Pedro Ponce de Cabrera \| \| \| \| \| \| \| \| \| \| \| \| \| \| \| \| \| \| \| \| \| \| \| \| \| \| \| \| \| \| \| \| \| \| \| \| \| \| \| \| \| \| \| \| \| \| \| \| \| \| \| \| \| \| 14. Fernán Pérez Ponce de León \| \| \| \| \| \| \| \| \| \| \| \| \| \| \| \| \| \| \| \| \| \| \| \| \| \| \| \| \| \| \| \| \| \| \| \| \| \| \| \| \| \| \| \| \| \| \| \| \| \| \| \| \| \| 29. Aldonza Alfonso de León \| \| \| \| \| \| \| \| \| \| \| \| \| \| \| \| \| \| \| \| \| \| \| \| \| \| \| \| \| \| \| \| \| \| \| \| \| \| \| \| \| \| \| \| \| \| \| \| \| \| \| \| \| \| 7. Juana Ponce de León \| \| \| \| \| \| \| \| \| \| \| \| \| \| \| \| \| \| \| \| \| \| \| \| \| \| \| \| \| \| \| \| \| \| \| \| \| \| \| \| \| \| \| \| \| \| \| \| \| \| \| \| \| \| 30. Gutierre Suárez de Meneses \| \| \| \| \| \| \| \| \| \| \| \| \| \| \| \| \| \| \| \| \| \| \| \| \| \| \| \| \| \| \| \| \| \| \| \| \| \| \| \| \| \| \| \| \| \| \| \| \| \| \| \| \| \| 15. Urraca Gutiérrez de Meneses \| \| \| \| \| \| \| \| \| \| \| \| \| \| \| \| \| \| \| \| \| \| \| \| \| \| \| \| \| \| \| \| \| \| \| \| \| \| \| \| \| \| \| \| \| \| \| \| \| \| \| \| \| \| 31. Elvira Anes de Sousa \| \| \| \| \| \| \| \| \| \| \| \| \| \| \| \| \| \| \| \| \| \| \| \| \| \| \| \| \| \| \| \| \| \| \| \| \| \| \| \| \| \| \| \| \| \| \| \| \| \| \| \| |                                    |  |  |  |  |  |  |  |  |  |  |  |  |  |  |  |
| |                                    |  |  |  |  |  |  |  |  |  |  |  |  |  |  |  |
| | 16. Alfonso X de Castilla          |  |  |  |  |  |  |  |  |  |  |  |  |  |  |  |
| |                                    |  |  |  |  |  |  |  |  |  |  |  |  |  |  |  |
| |                                    |  |  |  |  |  |  |  |  |  |  |  |  |  |  |  |
| | 8. Sancho IV de Castilla           |  |  |  |  |  |  |  |  |  |  |  |  |  |  |  |
| |                                    |  |  |  |  |  |  |  |  |  |  |  |  |  |  |  |
| |                                    |  |  |  |  |  |  |  |  |  |  |  |  |  |  |  |
| | 17. Violante de Aragón             |  |  |  |  |  |  |  |  |  |  |  |  |  |  |  |
| |                                    |  |  |  |  |  |  |  |  |  |  |  |  |  |  |  |
| |                                    |  |  |  |  |  |  |  |  |  |  |  |  |  |  |  |
| | 4. Fernando IV de Castilla         |  |  |  |  |  |  |  |  |  |  |  |  |  |  |  |
| |                                    |  |  |  |  |  |  |  |  |  |  |  |  |  |  |  |
| |                                    |  |  |  |  |  |  |  |  |  |  |  |  |  |  |  |
| | 18. Alfonso de Molina              |  |  |  |  |  |  |  |  |  |  |  |  |  |  |  |
| |                                    |  |  |  |  |  |  |  |  |  |  |  |  |  |  |  |
| |                                    |  |  |  |  |  |  |  |  |  |  |  |  |  |  |  |
| | 9. María de Molina                 |  |  |  |  |  |  |  |  |  |  |  |  |  |  |  |
| |                                    |  |  |  |  |  |  |  |  |  |  |  |  |  |  |  |
| |                                    |  |  |  |  |  |  |  |  |  |  |  |  |  |  |  |
| | 19. Mayor Alfonso de Meneses       |  |  |  |  |  |  |  |  |  |  |  |  |  |  |  |
| |                                    |  |  |  |  |  |  |  |  |  |  |  |  |  |  |  |
| |                                    |  |  |  |  |  |  |  |  |  |  |  |  |  |  |  |
| | 2. Alfonso XI de Castilla          |  |  |  |  |  |  |  |  |  |  |  |  |  |  |  |
| |                                    |  |  |  |  |  |  |  |  |  |  |  |  |  |  |  |
| |                                    |  |  |  |  |  |  |  |  |  |  |  |  |  |  |  |
| | 20. Alfonso III de Portugal        |  |  |  |  |  |  |  |  |  |  |  |  |  |  |  |
| |                                    |  |  |  |  |  |  |  |  |  |  |  |  |  |  |  |
| |                                    |  |  |  |  |  |  |  |  |  |  |  |  |  |  |  |
| | 10. Dionisio I de Portugal         |  |  |  |  |  |  |  |  |  |  |  |  |  |  |  |
| |                                    |  |  |  |  |  |  |  |  |  |  |  |  |  |  |  |
| |                                    |  |  |  |  |  |  |  |  |  |  |  |  |  |  |  |
| | 21. Beatriz de Castilla            |  |  |  |  |  |  |  |  |  |  |  |  |  |  |  |
| |                                    |  |  |  |  |  |  |  |  |  |  |  |  |  |  |  |
| |                                    |  |  |  |  |  |  |  |  |  |  |  |  |  |  |  |
| | 5. Constanza de Portugal           |  |  |  |  |  |  |  |  |  |  |  |  |  |  |  |
| |                                    |  |  |  |  |  |  |  |  |  |  |  |  |  |  |  |
| |                                    |  |  |  |  |  |  |  |  |  |  |  |  |  |  |  |
| | 22. Pedro III de Aragón            |  |  |  |  |  |  |  |  |  |  |  |  |  |  |  |
| |                                    |  |  |  |  |  |  |  |  |  |  |  |  |  |  |  |
| |                                    |  |  |  |  |  |  |  |  |  |  |  |  |  |  |  |
| | 11. Santa Isabel de Aragón         |  |  |  |  |  |  |  |  |  |  |  |  |  |  |  |
| |                                    |  |  |  |  |  |  |  |  |  |  |  |  |  |  |  |
| |                                    |  |  |  |  |  |  |  |  |  |  |  |  |  |  |  |
| | 23. Constanza II de Sicilia        |  |  |  |  |  |  |  |  |  |  |  |  |  |  |  |
| |                                    |  |  |  |  |  |  |  |  |  |  |  |  |  |  |  |
| |                                    |  |  |  |  |  |  |  |  |  |  |  |  |  |  |  |
| | 1. Enrique II de Castilla          |  |  |  |  |  |  |  |  |  |  |  |  |  |  |  |
| |                                    |  |  |  |  |  |  |  |  |  |  |  |  |  |  |  |
| |                                    |  |  |  |  |  |  |  |  |  |  |  |  |  |  |  |
| | 24. Nuño Guillén de Guzmán         |  |  |  |  |  |  |  |  |  |  |  |  |  |  |  |
| |                                    |  |  |  |  |  |  |  |  |  |  |  |  |  |  |  |
| |                                    |  |  |  |  |  |  |  |  |  |  |  |  |  |  |  |
| | 12. Álvar Pérez de Guzmán el Viejo |  |  |  |  |  |  |  |  |  |  |  |  |  |  |  |
| |                                    |  |  |  |  |  |  |  |  |  |  |  |  |  |  |  |
| |                                    |  |  |  |  |  |  |  |  |  |  |  |  |  |  |  |
| | 25. Teresa Rodríguez de Brizuela   |  |  |  |  |  |  |  |  |  |  |  |  |  |  |  |
| |                                    |  |  |  |  |  |  |  |  |  |  |  |  |  |  |  |
| |                                    |  |  |  |  |  |  |  |  |  |  |  |  |  |  |  |
| | 6. Pedro Núñez de Guzmán           |  |  |  |  |  |  |  |  |  |  |  |  |  |  |  |
| |                                    |  |  |  |  |  |  |  |  |  |  |  |  |  |  |  |
| |                                    |  |  |  |  |  |  |  |  |  |  |  |  |  |  |  |
| | 26. Gonzalo Ruiz Girón             |  |  |  |  |  |  |  |  |  |  |  |  |  |  |  |
| |                                    |  |  |  |  |  |  |  |  |  |  |  |  |  |  |  |
| |                                    |  |  |  |  |  |  |  |  |  |  |  |  |  |  |  |
| | 13. María González Girón           |  |  |  |  |  |  |  |  |  |  |  |  |  |  |  |
| |                                    |  |  |  |  |  |  |  |  |  |  |  |  |  |  |  |
| |                                    |  |  |  |  |  |  |  |  |  |  |  |  |  |  |  |
| | 27. Elvira Díaz de Castañeda       |  |  |  |  |  |  |  |  |  |  |  |  |  |  |  |
| |                                    |  |  |  |  |  |  |  |  |  |  |  |  |  |  |  |
| |                                    |  |  |  |  |  |  |  |  |  |  |  |  |  |  |  |
| | 3. Leonor de Guzmán                |  |  |  |  |  |  |  |  |  |  |  |  |  |  |  |
| |                                    |  |  |  |  |  |  |  |  |  |  |  |  |  |  |  |
| |                                    |  |  |  |  |  |  |  |  |  |  |  |  |  |  |  |
| | 28. Pedro Ponce de Cabrera         |  |  |  |  |  |  |  |  |  |  |  |  |  |  |  |
| |                                    |  |  |  |  |  |  |  |  |  |  |  |  |  |  |  |
| |                                    |  |  |  |  |  |  |  |  |  |  |  |  |  |  |  |
| | 14. Fernán Pérez Ponce de León     |  |  |  |  |  |  |  |  |  |  |  |  |  |  |  |
| |                                    |  |  |  |  |  |  |  |  |  |  |  |  |  |  |  |
| |                                    |  |  |  |  |  |  |  |  |  |  |  |  |  |  |  |
| | 29. Aldonza Alfonso de León        |  |  |  |  |  |  |  |  |  |  |  |  |  |  |  |
| |                                    |  |  |  |  |  |  |  |  |  |  |  |  |  |  |  |
| |                                    |  |  |  |  |  |  |  |  |  |  |  |  |  |  |  |
| | 7. Juana Ponce de León             |  |  |  |  |  |  |  |  |  |  |  |  |  |  |  |
| |                                    |  |  |  |  |  |  |  |  |  |  |  |  |  |  |  |
| |                                    |  |  |  |  |  |  |  |  |  |  |  |  |  |  |  |
| | 30. Gutierre Suárez de Meneses     |  |  |  |  |  |  |  |  |  |  |  |  |  |  |  |
| |                                    |  |  |  |  |  |  |  |  |  |  |  |  |  |  |  |
| |                                    |  |  |  |  |  |  |  |  |  |  |  |  |  |  |  |
| | 15. Urraca Gutiérrez de Meneses    |  |  |  |  |  |  |  |  |  |  |  |  |  |  |  |
| |                                    |  |  |  |  |  |  |  |  |  |  |  |  |  |  |  |
| |                                    |  |  |  |  |  |  |  |  |  |  |  |  |  |  |  |
| | 31. Elvira Anes de Sousa           |  |  |  |  |  |  |  |  |  |  |  |  |  |  |  |
| |                                    |  |  |  |  |  |  |  |  |  |  |  |  |  |  |  |
| |                                    |  |  |  |  |  |  |  |  |  |  |  |  |  |  |  |